# Theoretische Wissenschaft
Was theoretische Wissenschaft ist, bestimmt Aristoteles zum einen nach dem Gegenstand und zum andern nach dem Erkenntnisinteresse (vgl. Metaphysik VI, 1).
Die theoretische Wissenschaft betrachtet
- das von Menschen unabhängige, was ewig und unveränderlich ist und
- das keinen äußeren Zweck außer der Erkenntnis selbst besitzt.

Für Aristoteles fallen unter die theoretische Wissenschaft v. a. Mathematik, die Erste Philosophie und die Naturphilosophie. Die Erste Philosophie behandelt die Metaphysik, die Naturphilosophie die Physik.